# 비판이론가 목록
다음은 비판이론가 목록이다.

## ㄱ
- 가라타니 고진

## ㄴ
- 낸시 프레이저

## ㄷ
- 데이비드 하비
- 도나 해러웨이

## ㄹ
- 레이먼드 윌리엄스
- 로라 멀비
- 뤼스 이리가레

## ㅁ
- 마누엘 데란다
- 마사 누스바움
- 마이클 애플
- 마이클 하트
- 막스 호르크하이머

## ㅂ
- 발터 벤야민
- 벨 훅스
- 브뤼노 라투르
- 빌헬름 라이히

## ㅅ
- 슐라미스 파이어스톤
- 스튜어트 홀
- 슬라보예 지젝
- 시몬 베유 (철학자)

## ㅇ
- 악셀 호네트
- 안토니오 그람시
- 안토니오 네그리
- 앙리 르페브르
- 앤절라 데이비스
- 에드워드 사이드
- 에리히 프롬
- 엘렌 식수
- 위르겐 하버마스
- 이브 세지윅

## ㅈ
- 자크 랑시에르
- 장 보드리야르
- 쥘리아 크리스테바
- 지그문트 바우만

## ㅋ
- 카를오토 아펠
- 코넬 웨스트
- 클라우스 오페

## ㅌ
- 테오도어 아도르노
- 트린 민하

## ㅍ
- 파울 파이어아벤트
- 파울루 프레이리
- 페르디낭 드 소쉬르
- 펠릭스 가타리
- 프레드릭 제임슨

## ㅎ
- 한병철
- 한스게오르크 가다머
- 헤르베르트 마르쿠제

## 같이 보기
- 프랑크푸르트 학파